# Tachina gagatina
Tachina gagatina är en tvåvingeart som först beskrevs av Johann Wilhelm Meigen 1824.  Tachina gagatina ingår i släktet Tachina och familjen gråsuggeflugor.
Artens utbredningsområde är Frankrike. Inga underarter finns listade i Catalogue of Life.